# Pau Torres
Pau Francisco Torres (pronúncia espanhola: [ˈpaw ˈtores]; Vila-real - 16 de janeiro de 1997) é um futebolista profissional espanhol que joga como zagueiro do Aston Villa e da seleção espanhola.

## Carreira

### Villarreal
Jogou futebol juvenil no Villarreal. Ele fez sua estreia na liga com as reservas em 21 de agosto de 2016, começando com uma derrota fora de casa por 0-1 na Segunda División B contra o UE Cornellà.
Torres marcou seu primeiro gol sênior em 8 de outubro de 2016, o primeiro em um empate em casa por 2-2 com o CF Badalona. Sua primeira aparição competitiva pela primeira equipe aconteceu em 20 de dezembro, quando ele entrou como substituto tardio para Víctor Ruiz no empate em casa por 1–1 contra o CD Toledo nas oitavas de final da Copa del Rey ; ao fazer isso, ele se tornou o primeiro jogador nascido no Villarreal a estrear no clube em 13 anos.
Torres jogou sua primeira partida na La Liga em 26 de novembro de 2017, substituindo seu companheiro de formação, Manu Trigueros, na derrota em casa por 2–3 para o Sevilla FC. Estreou-se na UEFA Europa League dez dias depois, começando e terminando a derrota caseira por 1-0 na fase de grupos frente ao Maccabi Tel Aviv FC, também no Estadio de la Cerámica .

### Málaga
Em 6 de agosto de 2018, mudou-se para o Málaga CF por empréstimo por apenas uma temporada, a fim de ganhar oportunidades de jogo e ganhar experiência. Em 18 de agosto, em partida contra o Lugo, estreou-se na Segunda. Em 3 de novembro de 2018 Torres marcou seu primeiro pelo Málaga, em uma derrota por 2–1 contra o CA Osasuna .
Em Málaga, ele foi um dos pilares do clube, aparecendo em 38 jogos do campeonato e dois nos play-offs de promoção.

### Retorno ao Villareal
Ele perdeu apenas quatro jogos da Segunda División durante sua passagem, quando o time chegou aos play-offs de promoção e, posteriormente, foi reconvocado pelo seu clube de origem, posteriormente, conquistou seu lugar junto aos onze inicial do Villarreal, jogando a cada minuto na liga. Em outubro de 2019, ele foi recompensado com uma extensão de contrato até 2024,
Pau Torres conquistou o título da Liga Europa na temporada 2020/21, onde foi peça fundamental na campanha do título.
Em 2022/23, disputou 39 partidas e marcou um gol pelo Villarreal.

### Aston Villa
O Aston Villa fechou um acordo de £ 35 milhões para contratar Pau Torres junto ao Villarreal  Até junho de 2028

## Carreira
Sua primeira convocação para a seleção nacional espanhola por Robert Moreno em 4 de Outubro 2019, para UEFA Euro 2020 eliminatórias contra a Noruega e Suécia. Ele não estreou até 15 de novembro, quando marcou em uma goleada por 7-0 em Malta para os já qualificados anfitriões, um minuto após a substituição de Sergio Ramos ; Dani Olmo também marcou em sua primeira internacionalização naquele jogo, a primeira vez que dois espanhóis o fizeram em exatamente 30 anos.
Torres foi convocado pela Seleção Espanhola para a disputa dos Jogos Olímpicos de 2020.
| Não. | Encontro               | Local                             | Oponente | Ponto | Resultado | Concorrência                |
| ---- | ---------------------- | --------------------------------- | -------- | ----- | --------- | --------------------------- |
| 1    | 15 de novembro de 2019 | Ramón de Carranza, Cádiz, Espanha | Malta    | 3 –0  | 7–0       | Qualificação UEFA Euro 2020 |

## Títulos
Villarreal
- Liga Europa: 2020–21

Individual
- UEFA Europa League Squad of the Season: 2020–21[18]